# Музей прикладного искусства (Франкфурт-на-Майне)
Музе́й прикладно́го иску́сства (нем. Museum für Angewandte Kunst) — музей во Франкфурте-на-Майне на Музейной набережной.
Основан в 1985 году. Экспозиция занимает два здания: виллу Метцлера (нем. Villa Metzler), построенную в 1803 году, и новое здание, построенное в 1985 году американским архитектором Ричардом Мейером в парке, прилегающем к вилле.
В музее представлено более 30 тыс. разнообразных экспонатов европейского и азиатского декоративно-прикладного искусства с древних времён до наших дней: персидские ковры и фаянс IX века, мебель в стиле рококо, стеклянная посуда XV-го века, современная цифровая графика.
В музее также работает библиотека.

## Экспозиции
- Книжное искусство и графика
- Дизайн
- Европейский художественный промысел
- Исламское искусство
- Искусство и художественный промысел Восточной Азии

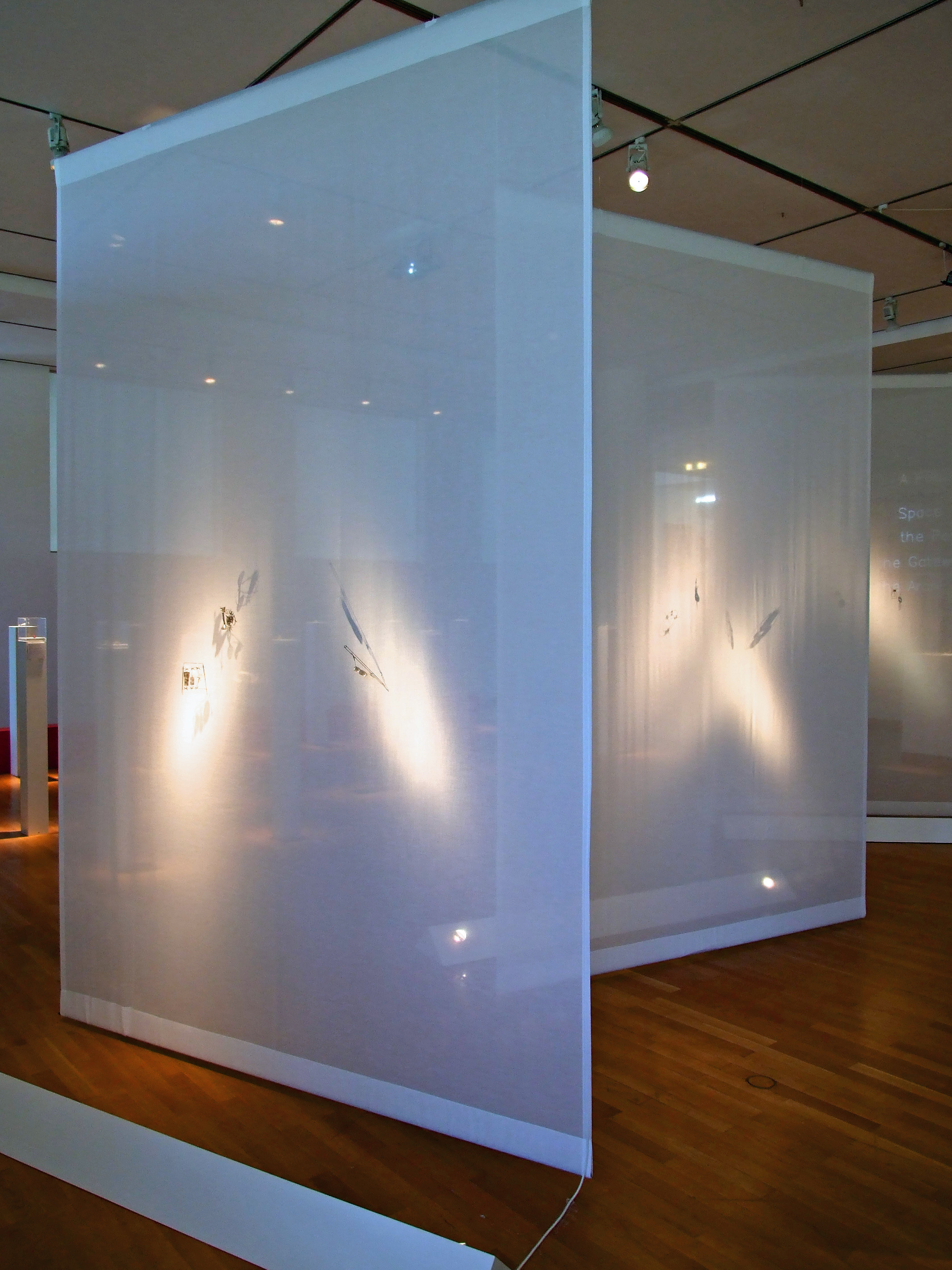
«Орнамент без орнамента» Франца Бетте
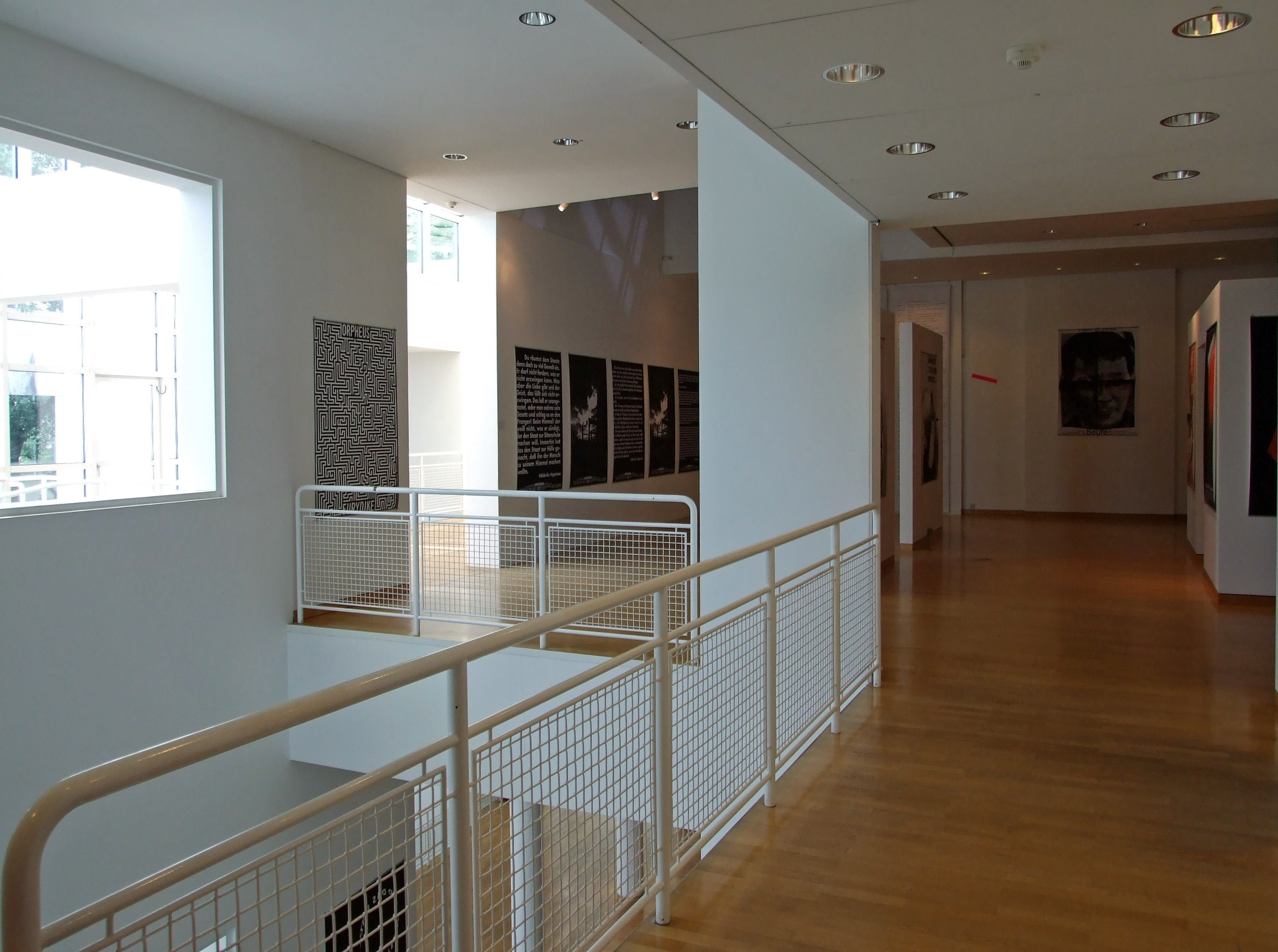
«Плакат» Гюнтера Рамбова
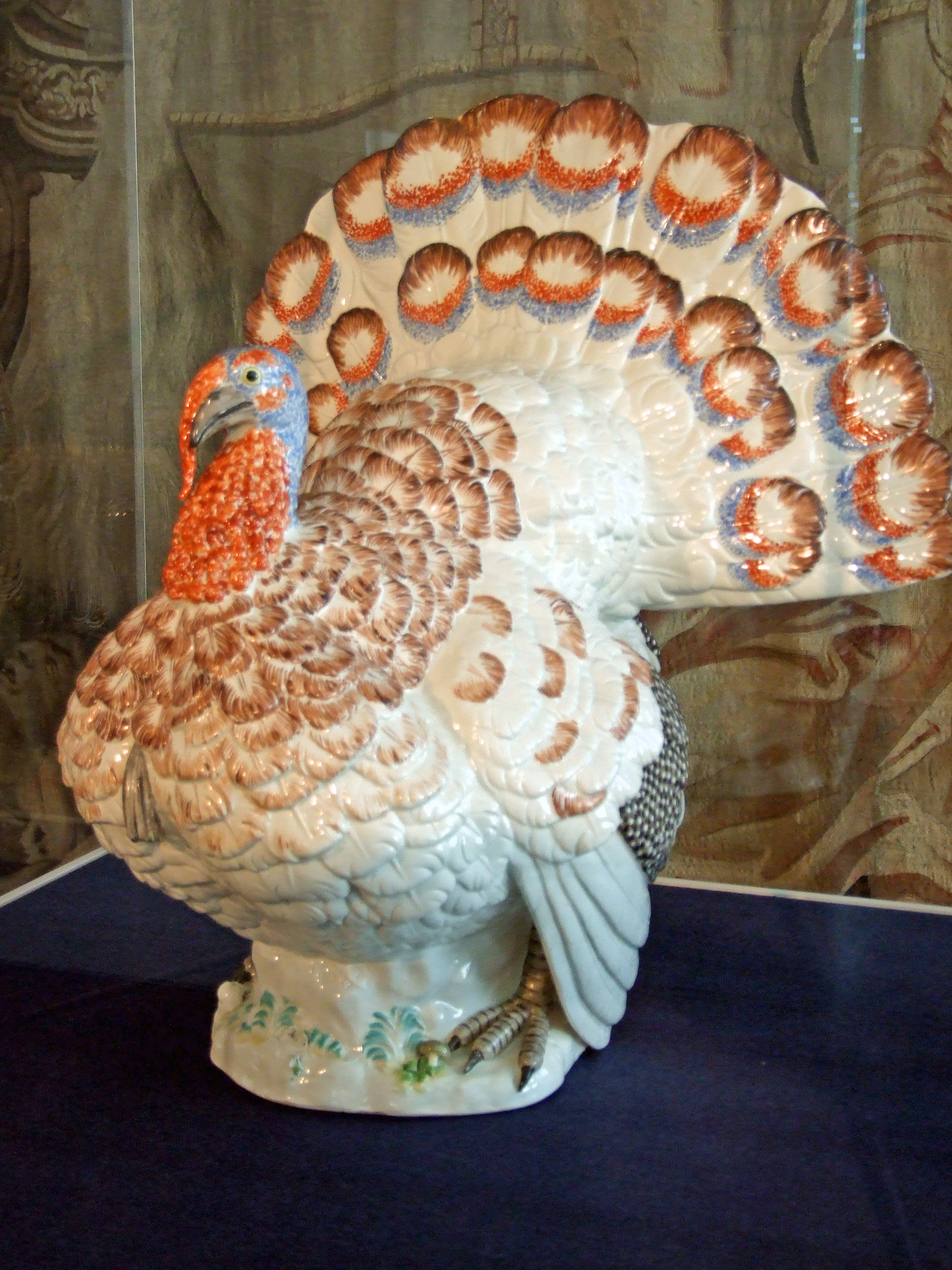
Мейсенский фарфор
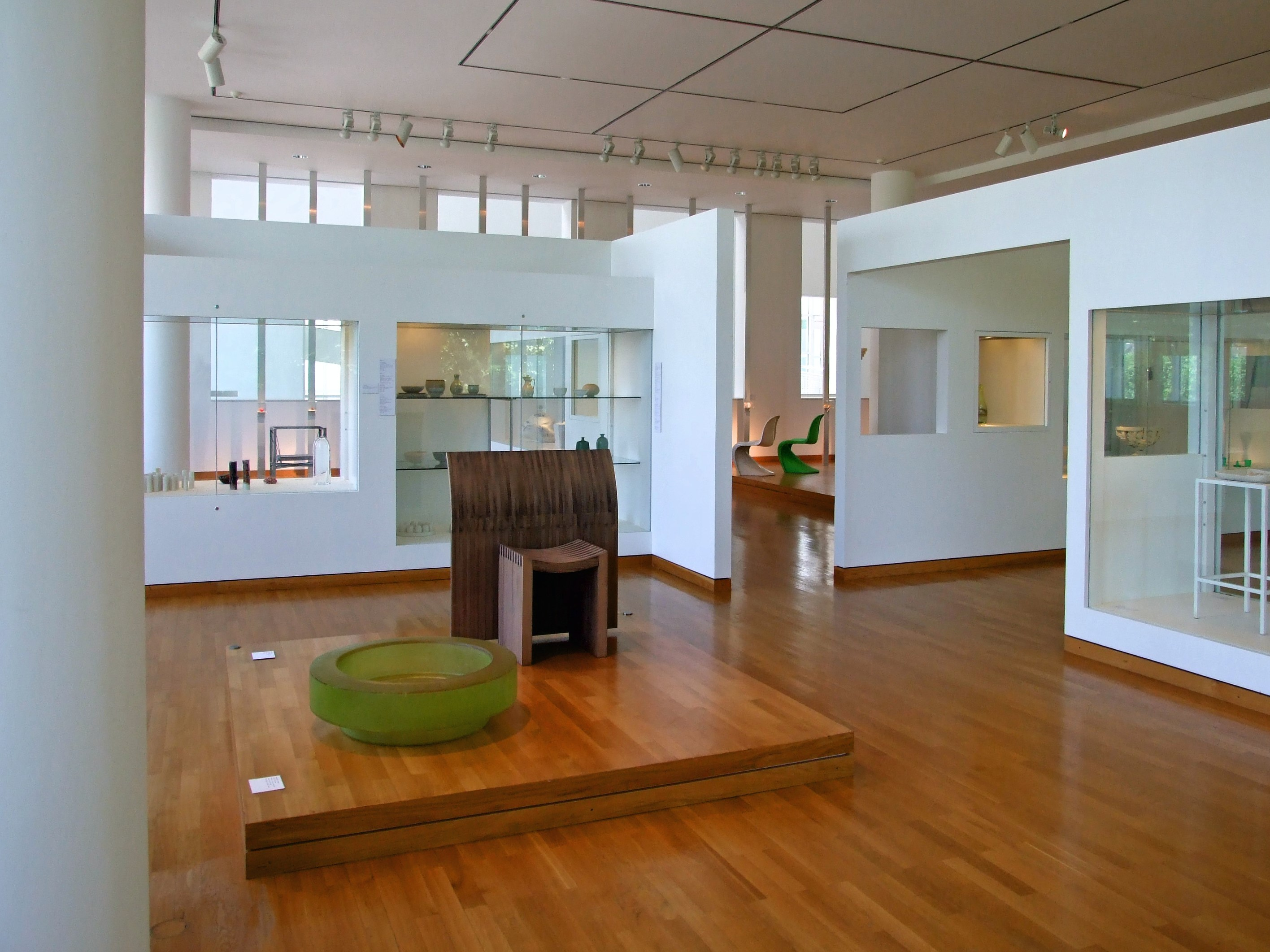
Внутренний интерьер